# Wiesława Bogurat
Wiesława Bogurat (ur. 15 czerwca 1953 w Łodzi) – etnografka, muzealniczka, starsza kustoszka, dyrektorka Muzeum im. Antoniego hr. Ostrowskiego w Tomaszowie Mazowieckim, autorka licznych publikacji naukowych. 

## Życiorys
Ukończyła Podstawową Szkołę Ćwiczeń nr 46 oraz XIX Liceum Ogólnokształcące w Łodzi. Studiowała etnografię na  Uniwersytecie Łódzkim. W 1976 rozpoczęła pracę w Muzeum w Tomaszowie Mazowieckim, gdzie początkowo pełniła funkcję asystentki Mirosławy Jastrzębskiej. W 1982 przejęła opiekę nad etnograficznym, a w latach 1991–2013 była również dyrektorką Muzeum im. Antoniego hr. Ostrowskiego w Tomaszowie Mazowieckim. W 2014 przeszła na emeryturę. Uroczyste pożegnanie Wiesławy Bogurat odbyło się 12 grudnia 2013 roku sesji Rady Miejskiej Tomaszowa Mazowieckiego.
Redaktorka Tomaszowskiego słownika biograficznego.

## Wybrana bibliografia autorska
- Katalog twórców ludowych województwa piotrkowskiego (Oddział Piotrkowski Stowarzyszenia Twórców Ludowych, Tomaszów Mazowiecki, 1989) wspólnie z Józefem Jastrzębskim
- Mistrzowie tradycji : twórcy ludowi Oddziału Piotrkowskiego Stowarzyszenia Twórców Ludowych w Tomaszowie Mazowieckim w 40-lecie działalności (Oddział Piotrkowski Stowarzyszenia Twórców Ludowych, Tomaszów Mazowiecki, 2016; ISBN:9788394595760) wspólnie z Michałem Adamem Pająkiem
- W hrabskim pałacu (Muzeum w Tomaszowie Mazowieckim im. Antoniego hr. Ostrowskiego, Tomaszów Mazowiecki, 2012; ISBN:9788361626404)